# 真皮
真皮（しんぴ、英: Dermis）は、表皮と皮下組織の間の乳頭層と真皮網状層から構成される皮膚の層で、繊維性結合組織から構成される。真皮の約70%をコラーゲンで占め、他に弾性線維（エラスチン）、細胞外マトリックス（以前は基質と呼ばれていた）、ヒアルロン酸といった線維から構成される。
これら線維が古くなり弾力を失うことが皺の最大の原因である。
皮革は動物の真皮を加工したものである。
表皮は外胚葉性の組織であるが、真皮は中胚葉由来であり、体節から分化する。
体の部位によって異なるものの、人間の皮膚における真皮は約2㎜の厚さであり、さらに、真皮には血管やリンパ管、汗腺などの器官が存在する。

## 画像

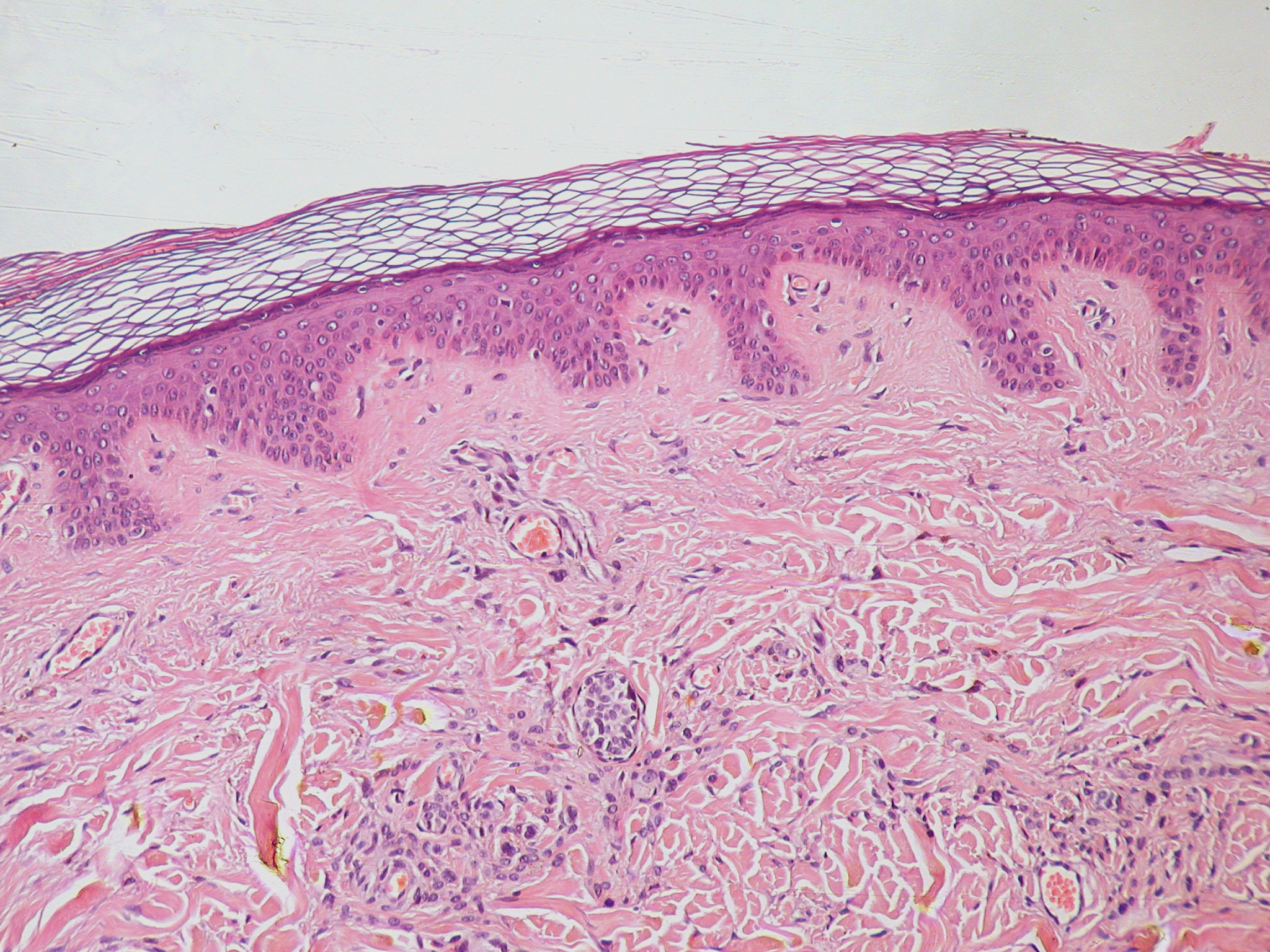
ヒトの皮膚の表皮と真皮
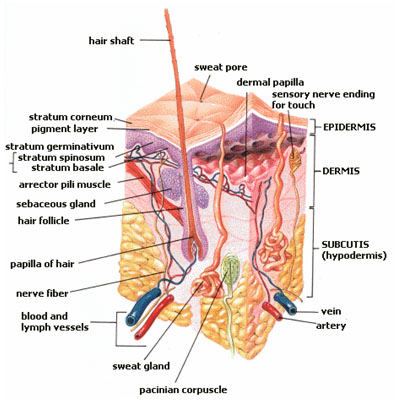
皮膚全層の横断面